# Gurara
Gurara (Gourara) és una parla amaziga de les llengües zenetes de la regió de Gourara (Tigurarin), un arxipèlag d'oasis que envolten Timimoun al sud-oest d'Algèria. Ethnologue li dona el nom genèric de Taznatit ('Zenati'), junt amb el tuwat de més al sud; tanmateix Blench (2006) classifica el gurara com un dialecte de les llengües Mzab-Wargla, i el tuwat com un dialecte del continu rifeny.

## Característiques
El gurara i el tuwat són les úniques llengües amazigues que canvien r en certes posicions coda a la ħ laringal; en altres contexts cau la r, convertint una schwa predent en a, i aquest darrer fenomen també existeix en rifeny al nord del Marroc.
Hi ha evidències no concloents d'influències de les llengües songhai en el gurara.

### Ahellil
La tradició local de poesia i música ahellil en gurara, descrita per Mouloud Mammeri a L'Ahellil du Gourara, ha estat registrada com a part del patrimoni cultural immaterial de la Humanitat per la UNESCO.